# Michael McCullers
Michael McCullers, född 1971 i Alabama, är en amerikansk manusförfattare av främst komedifilmer. Han är mest känd för att ha delskrivit manuset till de två sista Austin Powers-filmerna, Austin Powers: The Spy Who Shagged Me och Austin Powers in Goldmember med Mike Myers. 2008 skrev han manuset till och regisserade filmen Baby Mama, med bland andra Tina Fey och Amy Poehler.

## Filmografi (urval)
- 1999 – Austin Powers: The Spy Who Shagged Me
- 2002 – Austin Powers in Goldmember
- 2004 – Thunderbirds
- 2008 – Baby Mama (även regi)
- 2017 – Baby-bossen